# 3994 Ayashi
3994 Ayashi eller 1988 XF är en asteroid i huvudbältet som upptäcktes den 2 december 1988 av den japanska astronomen Masahiro Koishikawa vid Ayashi-observatoriet i Japan. Den är uppkallad efter del av den japanska staden Sendai.
Asteroiden har en diameter på ungefär 13 kilometer.